# 城关镇 (岚皋县)
城关镇，是中华人民共和国陕西省安康市岚皋县下辖的一个乡镇级行政单位。

## 行政区划
城关镇下辖以下地区：
老城社区、新城社区、东新村、城关村、新春村、方垭村、堰溪村、梨树村、竹林村、东垭村、四坪村、耳扒村、茅坪村、爱国村、永丰村、水田村、春光村、六口村、联春村、双湾村、万家村、东风村和保卫村。